# Луна (акустичне явище)
Луна́, відлуння, відгомін — звук, що повернувся до джерела, відбившися від перешкоди, якщо вона сприймається окремо від початкового звуку.

## Етимологія
Щодо походження українського «луна» існують дві версії. Згідно з першою, воно походить від прасл. *luna («Місяць», «світло», «відблиск»), у свою чергу, похідного від пра-і.є. *louksna < *leuk- («світити»). Значення «відгомін» могло виникнути внаслідок давнього перенесення значення зі зорової сфери на слухову («світло», «відображене світло» — «відображення звуку, відгомін»). Інша версія розглядає це слово як звуконаслідувальне утворення, пов'язане з дієсловом «луснути» (від*lusna).

## Природа явища
Для отримання чистої луни необхідно, щоб перешкода була порівнянна за розміром з довжини хвилі звуку або більша від неї. Луна особливо підсилюється, якщо перешкоди, від яких відбивається звук, утворюють резонатор. Людське вухо не розрізняє відбитий звук від початкового, якщо інтервал між ними менший від 0,1 секунди. Тому мінімальна віддаль, необхідна для луни приблизно 16 метрів[джерело?].
За запізненням луни, знаючи швидкість звуку в повітрі, можна виміряти віддаль до перешкоди. Це застосовується в методі ехолокації.
Говорячи про сприйняття луни органами слуху, слід мати на увазі, що людське вухо не здатне розрізнити відбитий сигнал від оригінального, якщо затримка між цими сигналами є меншою за 1/10 секунди. Тому ефект луни при швидкості звуку 343 м/с при температурі 20 °C сприймається лише тоді, коли об'єкт відбиття буде знаходитися на віддалі не менше ніж 16,2 м від джерела звуку. При меншій затримці звичайно говорять про реверберацію.

## Практичне використання
Луна є істотною перешкодою для аудіозапису. Тому стіни в студіях звукозапису звичайно обладнуються звуковбирними екранами з м'яких або ребристих матеріалів, що поглинають звук. Принцип їхньої роботи полягає в тому, що звукова хвиля, потрапляючи на таку поверхню, не відбивається, а загасає усередині за рахунок грузлого тертя газу. Цьому особливо сприяють пористі поверхні виконані у вигляді пірамід, тому що навіть відбиті хвилі перевипромінюються вглиб западини між пірамідами й додатково послабляються при кожному наступному відбитті.